# هانتينغتون (تكساس)
هانتينغتون (بالإنجليزية: Huntington)‏ هي مدينة أمريكية تقع في ولاية تكساس.تبلغ مساحة هذه المدينة 7.1 (كم²)،ويبلغ عدد سكانها 2068 نسمة حسب إحصاء سنة 2010 م. تشير إحصاءات سنة 2000م بأن الكثافة السكانية في هذه المدينة تقدر بـ(292.7) نسمة/كم2.

## التركيبة السكانية
حدّد مكتب تعداد الولايات المتحدة بيانات التركيبة السكانية لهانتينغتون في تعداد الولايات المتحدة. في ما يلي، التركيبة السكانية حسب تعدادي 2000 و2010.

### تعداد عام 2000
بلغ عدد سكان هانتينغتون 2,068 نسمة بحسب تعداد عام 2000، وبلغ عدد الأسر 757 أسرة وعدد العائلات 561 عائلة مقيمة في المدينة. في حين سجلت الكثافة السكانية 289.6 نسمة لكل كيلومتر مربع (750.1/ميل2). وبلغ عدد الوحدات السكنية 894 وحدة بمتوسط كثافة قدره 125.2 لكل كيلومتر مربع (324.3/ميل2).
وتوزع التركيب العرقي للمدينة بنسبة 87.19% من البيض و8.56% من الأمريكيين الأفارقة و0.58% من الأمريكيين الأصليين و0.19% من الأمريكيين ذوي الأصول الآسيوية و1.35% من الأعراق الأخرى و2.13% من عرقين مختلطين أو أكثر و3.72% من الهسبانيون أو اللاتينيون من أي عرق.
بلغ عدد الأسر 757 أسرة كانت نسبة 45.8% منها لديها أطفال تحت سن الثامنة عشر تعيش معهم، وبلغت نسبة الأزواج القاطنين مع بعضهم البعض 52.8% من أصل المجموع الكلي للأسر، ونسبة 17.3% من الأسر كان لديها معيلات من الإناث دون وجود شريك، بينما كانت نسبة 4% من الأسر لديها معيلون من الذكور دون وجود شريكة وكانت نسبة 25.9% من غير العائلات. تألفت نسبة 23.9% من أصل جميع الأسر من عدة أفراد يعيشون في نفس المنزل ونسبة 12.5% كانت تتألف من شخص يعيش بمفرده يبلغ من العمر 65 عاماً أو أكثر. وبلغ متوسط حجم الأسرة المعيشية 2.73، أما متوسط حجم العائلات فبلغ 3.25.
بلغ العمر الوسطي للسكان 31.5 عاماً. وكانت نسبة 32% من القاطنين تحت سن الثامنة عشر، وكانت نسبة 9.9% بين الثامنة عشر والرابعة والعشرين عاماً، ونسبة 26.3% كانت واقعةً في الفئة العمرية ما بين الخامسة والعشرين والرابعة والأربعين عاماً، ونسبة 19.6% كانت ما بين الخامسة والأربعين والرابعة والستين، ونسبة 12.2% كانت ضمن فئة الخامسة والستين عاماً فما فوق. يوجد لكل 100 أنثى 91.0 ذكر، ويوجد لكل 100 أنثى في الثامنة عشر من عمرها فما فوق 82.8 ذكر.
بلغ متوسط دخل الأسرة في المدينة 28,986 دولارًا، أما متوسط دخل العائلة فبلغ 31,953 دولارًا. وكان متوسط دخل الذكور 27,338 دولارًا مقابل 19,554 دولارًا للإناث. وسجل دخل الفرد الخاص بالمدينة 11,989 دولارًا. وكانت نسبة 20.1% من العائلات ونسبة 23.4% من السكان تحت خط الفقر، وكان من هؤلاء نسبة 34% تحت سن الثامنة عشر ونسبة 20.4% في الخامسة والستين من العمر وما فوق.

### تعداد عام 2010
بلغ عدد سكان هانتينغتون 2,118 نسمة بحسب تعداد عام 2010، وبلغ عدد الأسر 767 أسرة وعدد العائلات 533 عائلة مقيمة في المدينة. في حين سجلت الكثافة السكانية 296.6 نسمة لكل كيلومتر مربع (768.2/ميل2). وبلغ عدد الوحدات السكنية 896 وحدة بمتوسط كثافة قدره 125.5 لكل كيلومتر مربع (325.0/ميل2).
وتوزع التركيب العرقي للمدينة بنسبة 90.08% من البيض و5.85% من الأمريكيين الأفارقة و0.33% من الأمريكيين الأصليين و0.14% من الأمريكيين ذوي الأصول الآسيوية و0.05% من سكان جزر المحيط الهادئ و1.61% من الأعراق الأخرى و1.94% من عرقين مختلطين أو أكثر و4.44% من الهسبانيون أو اللاتينيون من أي عرق.
بلغ عدد الأسر 767 أسرة كانت نسبة 40.2% منها لديها أطفال تحت سن الثامنة عشر تعيش معهم، وبلغت نسبة الأزواج القاطنين مع بعضهم البعض 48.8% من أصل المجموع الكلي للأسر، ونسبة 15.5% من الأسر كان لديها معيلات من الإناث دون وجود شريك، بينما كانت نسبة 5.2% من الأسر لديها معيلون من الذكور دون وجود شريكة وكانت نسبة 30.5% من غير العائلات. تألفت نسبة 26.6% من أصل جميع الأسر من عدة أفراد يعيشون في نفس المنزل ونسبة 11.1% كانت تتألف من شخص يعيش بمفرده يبلغ من العمر 65 عاماً أو أكثر. وبلغ متوسط حجم الأسرة المعيشية 2.64، أما متوسط حجم العائلات فبلغ 3.19.
بلغ العمر الوسطي للسكان 36.5 عاماً. وكانت نسبة 28.3% من القاطنين تحت سن الثامنة عشر، وكانت نسبة 7.9% بين الثامنة عشر والرابعة والعشرين عاماً، ونسبة 25.6% كانت واقعةً في الفئة العمرية ما بين الخامسة والعشرين والرابعة والأربعين عاماً، ونسبة 22.2% كانت ما بين الخامسة والأربعين والرابعة والستين، ونسبة 16% كانت ضمن فئة الخامسة والستين عاماً فما فوق. وتوزع التركيب الجنسي للسكان بنسبة 46.4% ذكور و53.6% إناث.